# Andrianjafynandriamanitra
Le roi Andrianjafy (1770-1787), également connu sous le nom d'Andrianjafinandriamanitra et Andrianjafinjanahary, est le roi d'Imerina Avaradrano, la partie nord des hauts plateaux du centre de Madagascar dont la capitale est Ambohimanga avant de se déplacer vers Antananarivo.  
Son père, Andriambelomasina, lui a légué le royaume d'Avaradrano tout en désignant son neveu Ramboasalama pour le suivre dans l'ordre de succession. Andrianjafy n'a pas accepté ce décret, préférant au contraire que son propre fils lui succède et a cherché à se venger des citoyens d'Avaradrano qui avaient reconnu l'autorité latente de son neveu.  
Pour empêcher Ramboasalama de prendre le pouvoir, Andrianjafy a mis au point une série de plans infructueux pour tuer son neveu. L'inefficacité du roi en tant que dirigeant et son comportement despotique ont contribué à la perte de popularité du peuple d'Avaradrano. Le soutien populaire à Ramboasalama a donné lieu à un coup d'État par lequel il a remplacé Andrianjafy sous le nom de roi Andrianampoinimerina. Andrianjafy s'est enfui à Ilafy, où il a rassemblé une armée et a tenté sans succès de reprendre le trône.
Il a été mis à mort en 1787 par des adeptes d'Andrianampoinimerina.

## Jeunesse
Andrianjafy est un fils du roi Andriambelomasina d'Imerina Avaradrano et de sa première épouse, Rasoherimananitany. Quand il est né, un astrologue a fait une prédiction défavorable, déclarant : « Cet enfant ne possédera pas ce qu'Andrianjakanavalomandimby et Andriantsimitoviaminiandriana ont laissé - il le gaspille. ». Jeune homme, il épouse Ranavalondrajaka d'Ilafy avec qui il a deux fils, Ralaitokana et Ratsiantahana, et une fille, Ratsimiantanasoa.  
Avant sa mort, le roi Andriambelomasina a assigné ses fils à gouverner quatre fiefs dans le territoire, donnant à Andrianjafy le territoire le plus vaste et le plus à l'est d'Avaradrano. En même temps, il désigna Ramboasalama, le fils de sa sœur, comme suit Andrianjafy dans l'ordre de succession, en déclarant: "Ramboasalama succédera à Andrianjafy, car aujourd'hui, je donne le droit de gouverner à Andrianjafy, mais à la fin, ce sera à Ramboasalama".

## Règne
En 1770, Andrianjafy succède à la mort de son père, qui fut l'une des nombreuses victimes d'une grande famine dans l'Imerina. Les histoires orales racontent qu'Andrianjafy a estimé que son autorité était menacée par son neveu Ramboasalama, qui a souvent fait des promesses à la population concernant son règne futur. La jalousie d'Andrianjafy l'a incité à mettre à mort des citoyens de son territoire qui ont engagé son neveu dans de telles promesses. Andrianjafy a parfois montré son pouvoir de façon despotique, par exemple en engageant les armées d'un prince de Sakalava pour attaquer Hiaramy et Faliary, deux communautés déjà sous son contrôle, et en massacrant les habitants sans provocation. 
Andrianjafy n'a pas appliqué la loi de manière cohérente dans son pays, notamment en ce qui concerne la répression des criminels. L"augmentation de l"impunité et la dégradation de la sécurité à Avaradrano qui en ont résulté ont contribué à la perte de l"appui populaire à son gouvernement. L'image publique du roi était encore davantage ternie par son comportement de plus en plus hostile à l'égard de Ramboasalama, au mépris des souhaits de son père, Andriambelomasina. L'histoire orale le décrit comme étant colérique et  violent même à l'encontre des  femmes et des enfants. Il aurait également fréquemment saisi les biens et les objets de valeur de son peuple pour son usage personnel, sans justification ni indemnité. 

## Déposition
Au début, Andrianjafy était peut-être disposé à accepter l'ordre de succession déclaré de son père. Cela a très probablement changé lorsque Ranavalondrazaka, la femme d'Andrianjafy, a donné naissance à un fils de façon inattendue.Elle a persuadé Andrianjafy de ne pas tenir compte du décret de son père et de nommer son fils Ralaitokana comme successeur à la place de Ramboasalama. Andrianjafy a accepté cette proposition et a conçu une série de ruses pour tuer son neveu et dégager le chemin du trône pour son fils. Ainsi, Andrianjafy a invité son neveu à écouter de la musique d"une falaise proche, dans l"intention de le pousser au-dessus du bord, mais Andriantsimitovizainitrimo, le frère d'Andrianjafy, a averti son neveu du complot et Ramboasalama a décliné l'invitation sous prétexte de maladie. Dans un autre cas, Andrianjafy a prétendu être malade et a fait appeler Ramboasalama avec l'intention de l'assassiner une fois qu'ils étaient seuls, mais le frère d'Andrianjafy a de nouveau averti son neveu du danger. Le roi envisagea ensuite de faire assassiner Ramboasalama lors d'une excursion prévue dans un marais proche, mais Ramboasalama fut averti et n'y a pas été.  
Andrianjafy est devenu plus hardi et a décidé d'envoyer un groupe d'assassins à la résidence de Ramboasalama à Ambohimanga ; confiant dans son plan, il montra à son frère les biens funéraires qu'il avait préparés pour Ramboasalama, puis quitta sa forteresse à Ambohimanga pour se rendre à une cérémonie de circoncision à Ilafy. Andriantsimitovizainitrimo a immédiatement envoyé un messager à son neveu pour lui demander de fuir. Plutôt que de quitter Ambohimanga, Ramboasalama suivit le conseil d'un aîné qui lui avait ordonné de sacrifier un bélier pour invoquer la protection ancestrale. L"ancien a ensuite réuni les douze hommes les plus respectés d"Ambohimanga et trente soldats et les a rassemblés pour appliquer le décret d"Andriambelomasina en renversant Andrianjafy et en prêtant allégeance à Ramboasalama, qui a pris le trône nommé Andrianampoinimerina. Le soutien des Tsimahafotsy, habitants d"Ambohimanga, assurait la défense de la ville contre les efforts d"Andrianjafy visant à récupérer sa capitale et son autorité. Furieux, Andrianjafy s'est vengé de son frère Andriantsimitovizainitrimo, qu'il a assassiné en le tirant de son lit, élevé à la manière traditionnelle à une quinzaine de mètres du sol. 
Andrianjafy a rassemblé les habitants de son village d"Ilafy pour lutter contre ceux d"Ambohimanga. Les deux côtés étaient armés de lances et d'armes à feu. Une bataille initiale à Marintampona a vu l'armée d'Ilafy vaincue. Les deux équipes se sont regroupées pour une deuxième confrontation à Amboniloha, qui s'est déroulée de nuit et ne s'est pas soldée par une victoire définitive de part et d'autre. Dans la matinée, Andrianjafy déplaça son armée au nord d'Anosy et les deux camps s'affrontèrent à nouveau dans une bataille qui dura deux jours. L'armée d'Ilafy a perdu l'escarmouche et s'est retirée dans son village. Après avoir perdu ces batailles, les habitants d"Ilafy ont décidé de se soumettre à Andrianampoinimerina. Pour se débarrasser d'Andrianjafy, la population l'a encouragé à se rendre à Antananarivo et à Alasora pour chercher des alliés dans la défense de leur ville. Après son départ, les villageois ont barré les portes de la ville et ont annoncé leur volonté d'appliquer le décret d'Andriambelomasina. Cherchant un soutien pour reprendre le trône, Andrianjafy se rendit à Antananarivo, Ambohipeto, Alasora et Anosizato, mais chaque fois, il fut repoussé. 

## Mort
N'ayant pas réussi à rallier une armée pour reprendre Ambohimanga, Andrianjafy fut approché en 1787 par des messagers qui affirmaient regretter leur trahison et souhaitaient le réintégrer au rang de roi. Les messagers l'ont transporté dans un palanquin royal jusqu'à leur village du nord, empruntant une route sinueuse qui l'a désorienté. Il s'est rendu compte trop tard que les porteurs l'avaient emmené profondément dans le territoire d'Andrianampoinimerina ; ils l'ont attaché avec une corde et l'ont amené chez son neveu. Andrianampoinimerina était prêt à laisser son oncle partir après avoir soumis sa candidature, mais le peuple d"Ambohimanga souhaitait se venger de la violence et des injustices que le roi déchu leur avait infligées, ainsi qu"à leurs familles. Andrianampoinimerina s'est promené pour se distraire pendant que ses partisans emmenaient Andrianjafy vers un lieu proche, où il a été mis à mort. 
L'histoire orale fournit différents récits de la mort d'Andrianjafy. On dit qu'il est mort étranglé ou en étant placé la tête la première dans une cuve de riz. Son lieu de mort a été renseigné dans une vallée à l'est d'Ambohimanga appelée Antsahafady, ou encore sur la pierre sacrée d'Ambatolava dans le village d'Ambohimanga. Son corps était enveloppé dans un linceul de lambamena rouge. Différentes traditions donnent comme lieu de sépulture : Ambohimanatrika à Ilafy ou Isoraka à Antananarivo. 
Sa fille, qui a épousé le roi Andrianamboatsimarofy d'Imerinatsimo, s"est remariée après la mort de son premier mari en 1796 avec le roi Andrianampoinimerina. 